# Zottegems

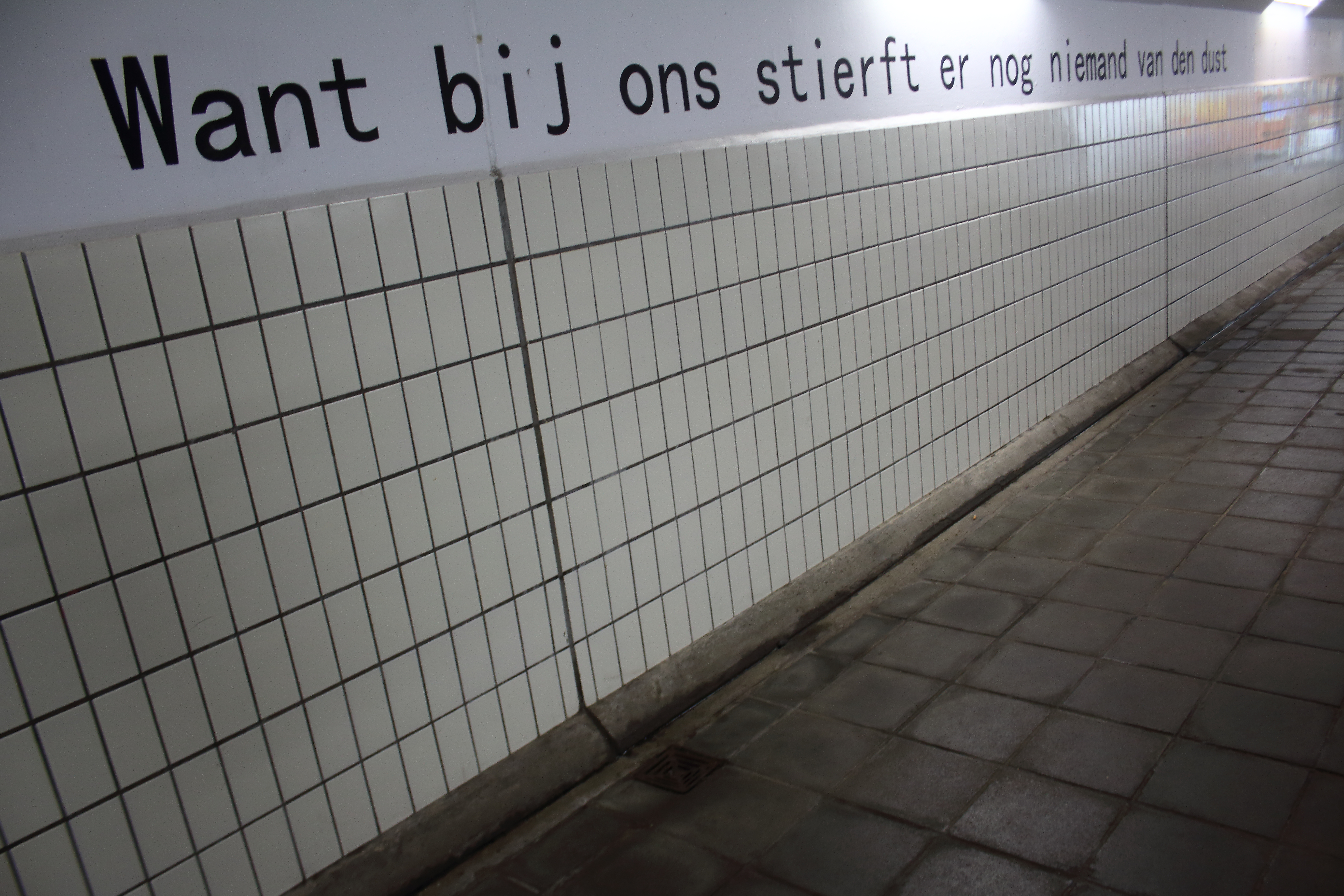
Want bij ons stierft er nog niemand van den dust, regel in het Zottegems uit 'Zottegem Blues' van volkszanger Miele

Het Zottegems is het dialect van het Nederlands dat gesproken wordt in en rond de Oost-Vlaamse stad Zottegem. Het Zottegems behoort tot het Oost-Vlaams. Het Zottegemse dialect maakt deel uit van de groep van de eigenlijke Oost-Vlaamse dialecten (net zoals Eekloos, Deinzes, Oudenaards, Wetters,...) uit het Oost-Vlaamse kerngebied (westelijk twee derde van de provincie Oost-Vlaanderen).
In 2015 werd een Zottegemschen Dictionair uitgebracht met meer dan 1000 dialectwoorden.
Volkszanger Emiel 'Miele' De Meyer zong liedjes in het Zottegemse dialect. In 2023 werd een verkiezing georganiseerd van het mooiste Zottegemse dialectwoord, 'redzekes' (bijna) werd de winnaar.

## Ontstaan

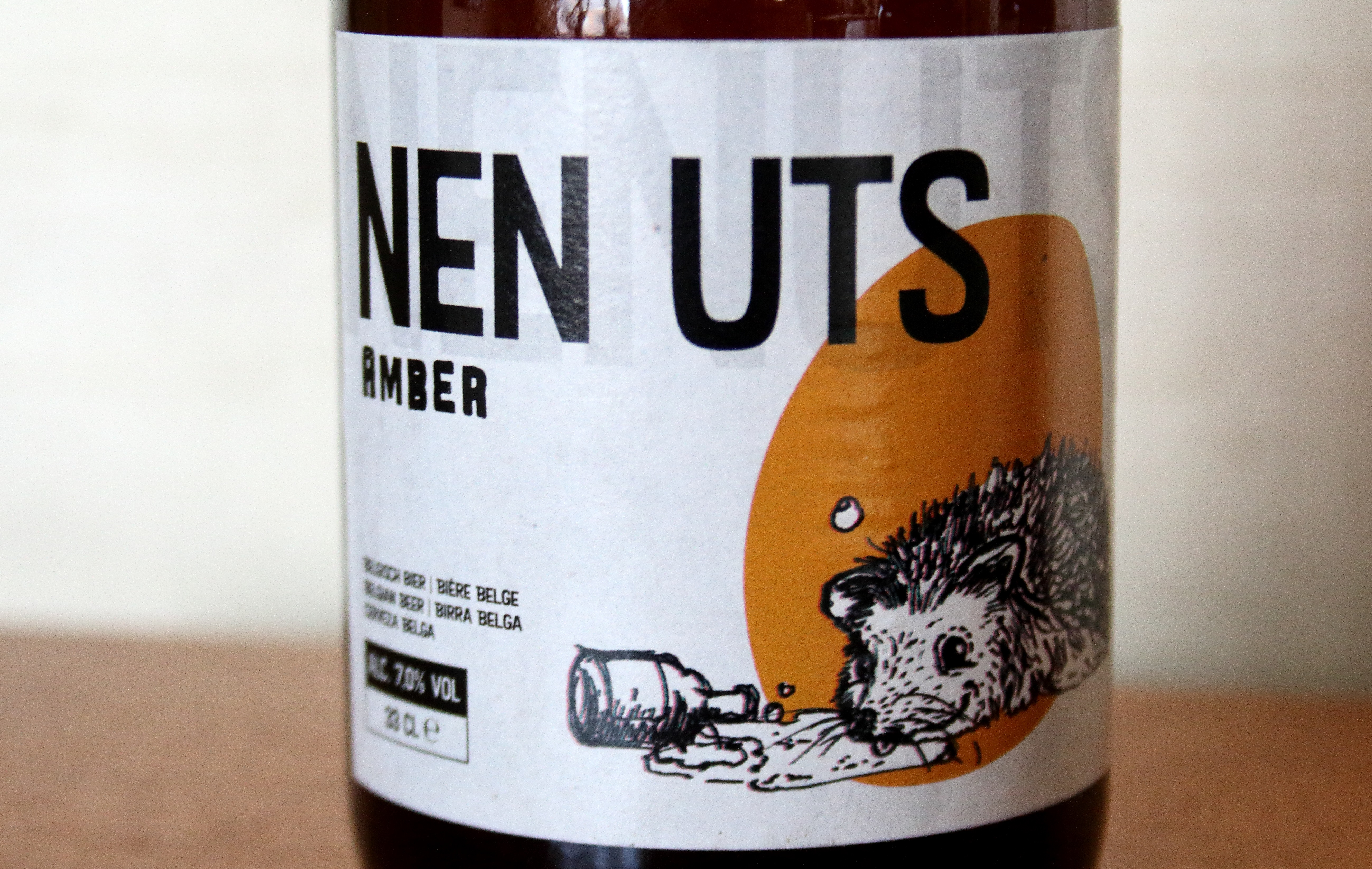
nen uts, Zottegems dialect voor 'een egel' (bier van De Hoevebrouwers)

Na 1550 verloor Vlaanderen aan belang aan Brabant. Hierdoor veranderde het taalgebruik (klankverschuiving en het gebruik van enkele nieuwe woorden) gedeeltelijk, vandaar de grote verschillen in dialecten in Oost-Vlaanderen. Het Zottegems behoort tot het kerngebied van het eigenlijke Oost-Vlaams en verschilt dus sterk van de veel meer verbrabantste dialecten van de naburige Denderstreek (die beginnen vanaf buurgemeente Herzele). Het verschil ligt vooral in één klankverschuiving ten gevolge van de stand die de tong en de lippen innemen bij het uitspreken van bepaalde klanken (muur (Zottegems)-mier, metsen (Zottegems)-masjen (metselen), twènteg (Zottegems)-twientjeg (twintig)). Het Zottegems kende invloeden van de Spanjaarden, Oostenrijkers en vooral van het Frans (sakosse (>sacoche)/handtas, kreejong (>crayon)/potlood, paruuke (>perruque)/pruik). Het Zottegemse dialect heeft zoals alle Vlaamse streektalen te kampen met lexicaal verlies; Zottegemse sprekers spreken steeds vaker een breder regiolect met minder specifiek Zottegemse woordenschat, of ze praten Vlaamse tussentaal of Standaardnederlands (AN).

## Kenmerken

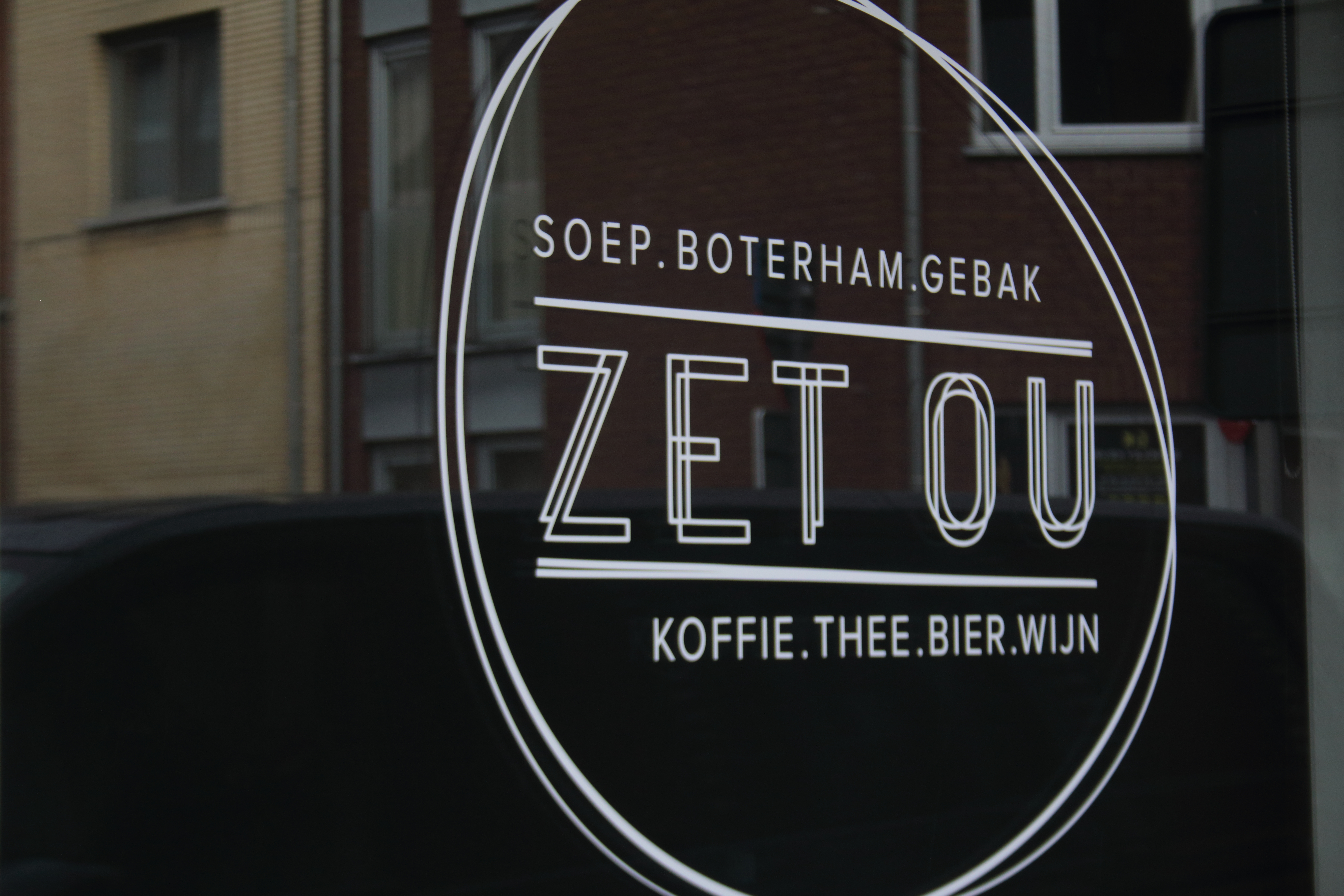
Zet ou, Zottegems dialect voor 'ga maar zitten' of 'neem plaats'

Het Zottegems vertoont de typische kenmerken van een dialect uit het Oost-Vlaamse kerngebied:
- vervanging van oeë door u(u)ë (buëm/boom) (vergelijk met Antwerps en Kortrijks boeëm)
- verschuiving van het Middelnederlandse ii tot 'lichte' tweeklanken (zoals in het Franse aise en oeuvre)
- zwakke uitgang van werkwoorden in de verleden tijd op -tege(n) of -dege(n) (speeldegen/speelden, luptege/liep)
- tussen een gekleurde, volle klinker en een doffe e verdwijnen de medeklinkers -g, -j- en -w; dat gaat gepaard met een sterke rekking van de voorafgaande klinker. Die rekking is een soort compensatie voor het wegvallen van die medeklinkers (groeën/groeien, drou'n/draaien)
- bijvoeglijke naamwoorden die soms eindigen op een doffe e (ij ès brave/hij is braaf)
- wegvallen van de -h (è uuë oe'n/oude hoge hoeden)
- inslikken van eindklanken en uitspreken van alle woorden in één adem (wèn older zie' luup' n nor tschole/wij hebben jullie naar school zien stappen)

## Woordenschat

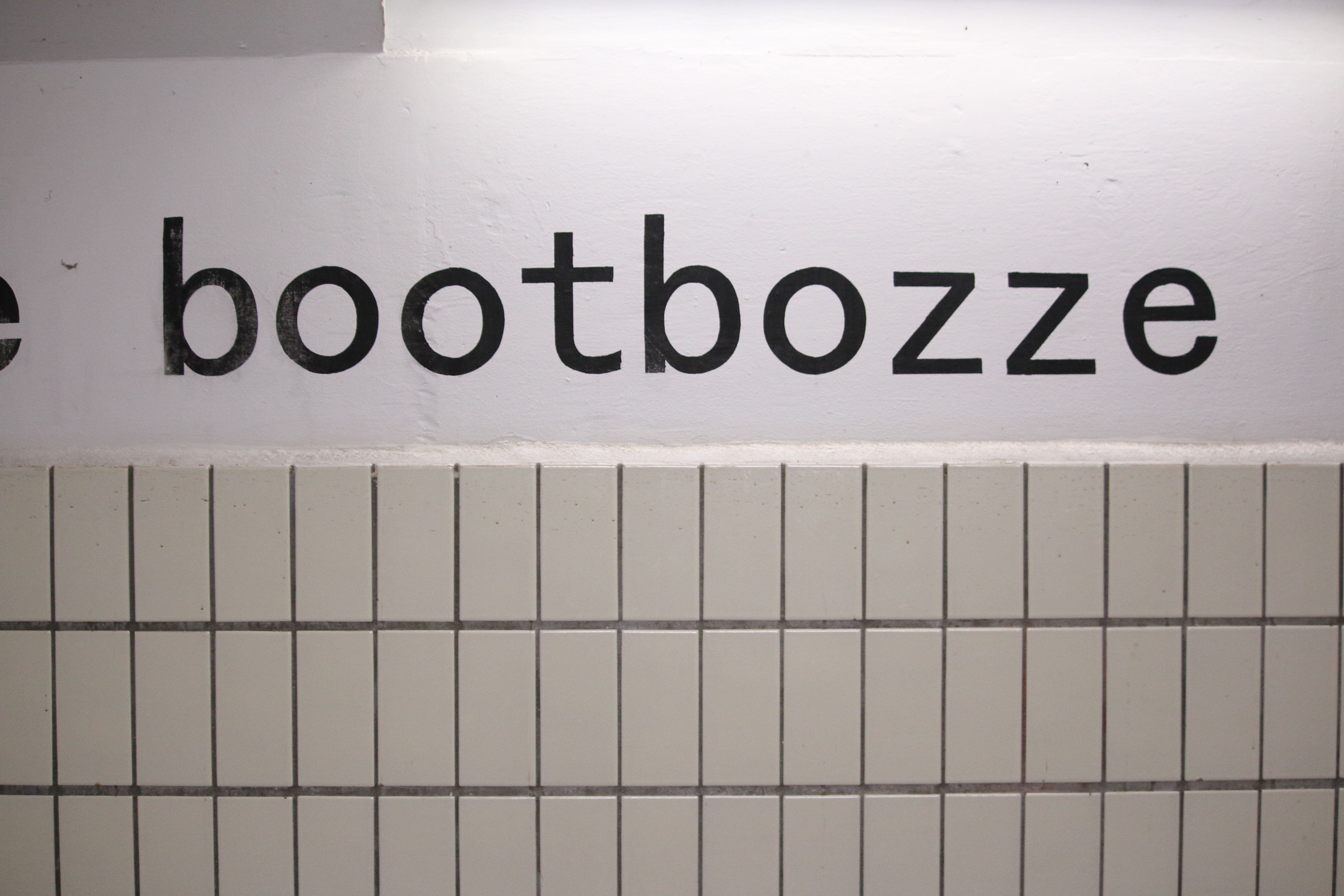
bootbozze, Zottegems dialect voor 'boterhammentrommel' of 'brooddoos'

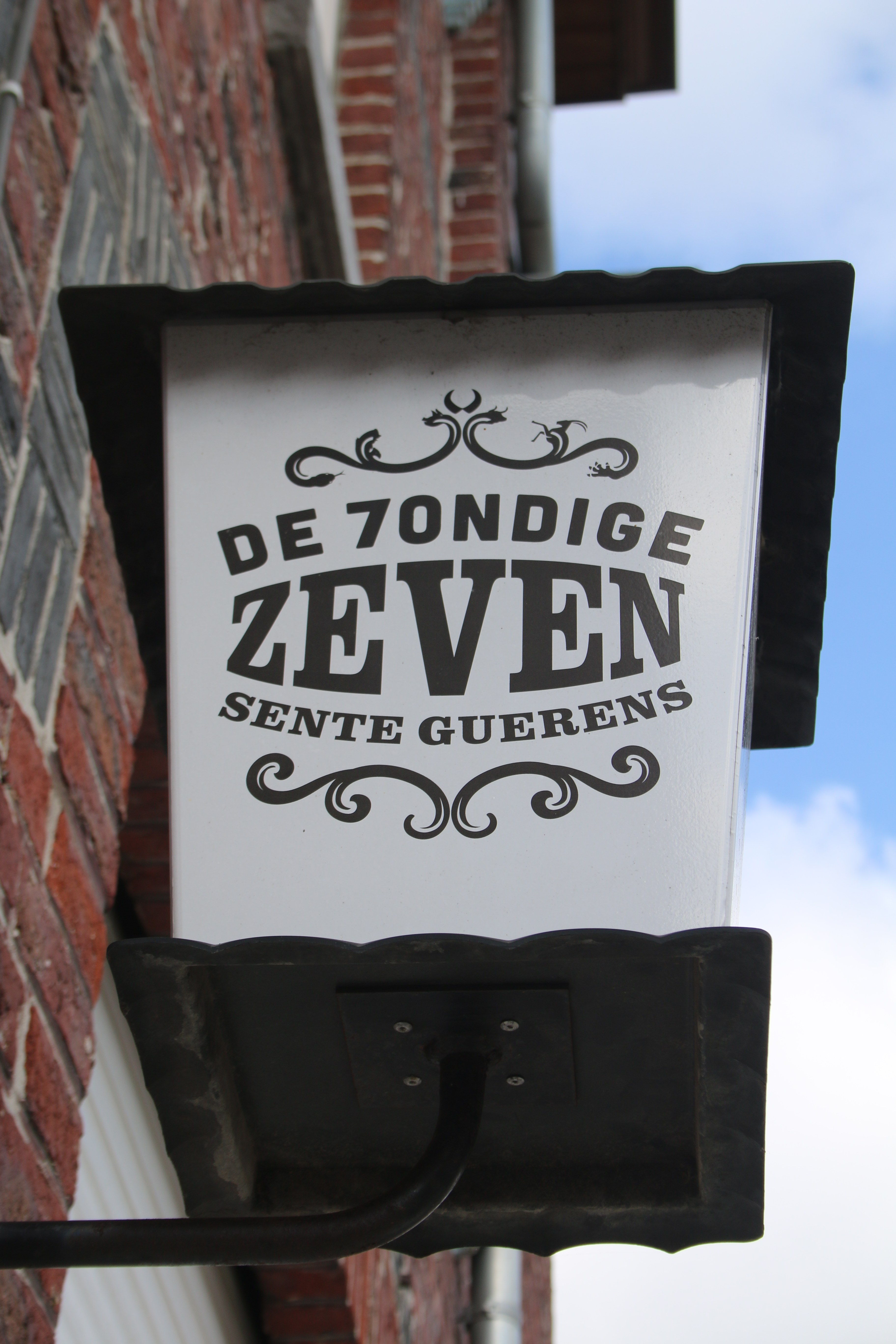
Sente Guerens, Zottegems dialect voor 'Sint-Goriks-Oudenhove'

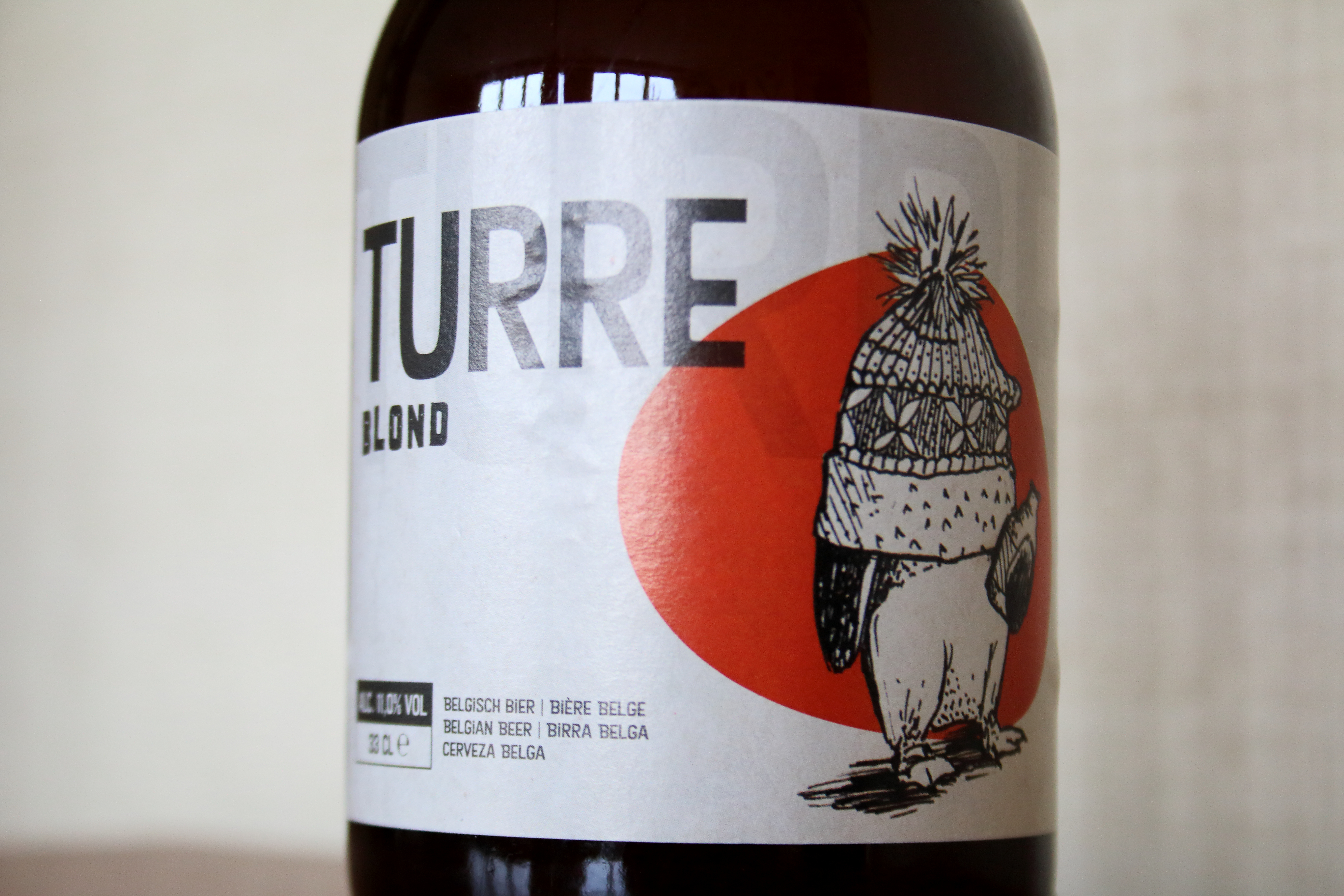
turre, Zottegems dialect voor 'muts' (bier van De Hoevebrouwers)

Enkele voorbeelden:
| Nederlands                    | Zottegems                         |
| ----------------------------- | --------------------------------- |
| egel                          | (nen) uts                         |
| doodsbang                     | duu van schoute                   |
| nipt, bijna                   | redzekes                          |
| vlinder                       | (ne) vliegenbèt                   |
| schaatsen                     | schoverdènen                      |
| terwijl                       | swenst/benst (da)                 |
| droge worst                   | (een) endeken,(ne) gedruugden end |
| Sint-Goriks-Oudenhove         | Sente Guerens                     |
| kroonkurk                     | (een) bierscheelken               |
| wesp                          | (ne) fluitenier                   |
| paadje in de moestuin         | (een) lochtingboontsen            |
| gerst                         | schokeloen                        |
| populierenhout                | woubuuëmenèt                      |
| boterhammentrommel, brooddoos | (een) bootbozze                   |
| kurk                          | flokèt                            |
| (n)ergens (anders)            | (n)ieveranst (el)                 |
| maar neen! toch wel!          | abakkendoe! toetoet!              |